# Зелені ліві
Зелені ліві (нід. GroenLinks, GL) — нідерландська зелена політична партія. Зелені ліві були створені в результаті злиття чотирьох лівих політичних партій: Комуністичної партії Нідерландів, Пацифістської соціалістичної партії, Політичної партії радикалів та Євангельської народної партії. Партія має 10 місць в другій і 4 в першій палаті Генеральних штатів та 3 місця із 25 виділених для Нідерландів у Європарламенті (входить до фракції Зелені — Європейський вільний альянс). Зелені Ліві входять до Європейської федерації зелених партій та Європейської партії зелених.
Молодіжна організацією Зелених лівих є DWARS. Парламентську фракцію очолює Йоланда Сап.

## Історія
На виборах до Європарламенту 1984 року три ліві політичні партії (Комуністична партія Нідерландів, Пацифістська соціалістична партія, Політична партія радикалів) утворили спільний виборчий блок.
Під час парламентських виборів 1989 року була створена передвиборча коаліція з чотирьох лівих партій, яка виграла шість місць з 150 у другій палаті парламенту. До складу блоку увійшли такі партії:
- Комуністична партія Нідерландів — заснована у 1919 році, у 1980-х роках зазнала певних ідеологічних змін і до комуністичної ідеології долучила фемінізм. Протягом минулого десятиріччя, вона постійно втрачала членів і в 1986 році втратила останні парламентські місця.
- Пацифістська соціалістична партія — яка зібрала розчарованих комуністів і соціал-демократів, анархістів й ліві християн, з'явилася в 1957 році. Вона виступала за вихід із НАТО. На виборах в 1986 році партія скоротила кількість місць у парламенті з трьох до одного.
- Політична партія радикалів — заснована в 1968 з лівого крила Католицької народної партії.
- Євангельська народна партія — створена у 1981 році лівими християнськими демократами. Партія виступала за пацифізм, соціальну справедливість і прогресивні реформи(наприклад, у ставленні до евтаназії і гомосексуальності). За свою коротку історію, партія здобула тільки один мандат на виборах 1982 року.

Парламентська фракція Зелених лівих була єдиною партією в парламенті Нідерландів, яка виступила проти війни в Перській затоці.
Перед парламентськими виборами 1994 року Зелені ліві провели внутрішні вибори політичного керівництва партії. Лідером партії було обрана Інна Брауер (представниця колишньої КПН). Однак після парламентських виборів Брауер залишила парламент. Замість неї лідером став Пол Розенмьоллер. Харизматичний Розенмьоллер став «неофіційним лідером» опозиції першому кабінету Кока, оскільки головна опозиційна партія Християнсько-демократичний заклик була не в змозі добре адаптуватися до своєї нової ролі опозиційної партії. Розенмьоллер виклав нову стратегію: Зелені ліві повинні запропонувати альтернативу, а не просто відхиляти пропозиції уряду.
Після парламентських виборів 1998 року Зелені ліві більш ніж у двічі збільшили кількість своїх місць, отримавши 11 депутатських мандатів. Харизматичний «неофіційний лідер» Розенмьоллер грав важливу роль в цьому. Багато нових облич стали членами парламенту, у тому числі Фемке Халсма, талановитий політик, яка покинула Партію праці і перейшла до Зелених лівих у 1997 році.
Війна в Косово у 1999 році призвела до внутрішнього розколу партії. Парламентська фракція у другій палаті підтримала втручання НАТО, в той час як фракція у першій палаті була проти інтервенції. У 2003 році Зелені ліві майже одностайно виступили проти війни в Іраку.
Перед парламентськими виборами 2003 року Розенмьоллер залишив парламент, пославшись на погрози його життю і та життю його родини. Його замінила на посаді голови партії Фемке Халсма.
В кінці 2003 року Халсма тимчасово залишили парламент, щоб народити близнюків. Під час її відсутності парламентську фракцію очолювала Марійке Вос. Коли Халсма повернулася до парламенту, почалася дискусія про ідеологічні принципи партії. Вона підкреслила важливість індивідуальної свободи, терпимості, самореалізації і звільнення. В одному з інтерв'ю вона назвала свою партію «останньою ліберальною партією Нідерландів». Це призвело до значної увагу засобів масової інформації та політологів, які відзначили ідеологічні зміни у партії.
Партія жодного разу не брала участі у формуванні уряду.

## Ідеологія та програмні засади
Партія поєднує зелену та ліву ідеологію. Оновні ідеологічні принципи Зелених лівих закріплені в партійній програмі (так звана «Partij voor de Toekomst» — партія майбутнього). Її принципи включають в себе:
- Захист Землі, екосистеми і шанобливе поводження з тваринами.
- Справедливий розподіл природних ресурсів між усіма громадянами світу і всіма поколіннями.
- Справедливий розподіл доходів і шанс для всіх на роботу, охорони здоров'я, освіти та відпочинку.
- Плюралістичне суспільство, де кожен є вільним. Партія поєднує в собі відкритість, з почуттям колективізму.
- Зміцнення міжнародної законності, з метою забезпечення миру і поваги прав людини.

Зелені ліві надають пріоритетного значення індивідуальній свободі і верховенству закону. Партія виступає за легалізацію легких наркотиків. Партія виступає також за захист громадянських прав в Інтернеті, за рахунок розширення конституційного захисту для вільного спілкування поштою та інших сучасних технологій. Віна також виступає за реформу авторських прав, за використання відкритого програмного забезпечення в державному секторі. У довгостроковій перспективі партія скасувати голландську монархію і встановлення республіканського ладу. Віна також виступає за зниження розміру державної бюрократії, наприклад, шляхом зменшення числа голландських міністерств та скасування першої палати парламенту. Нарешті, Зелені ліві виступають за лібералізацію імміграційної політики.

## Участь у виборах

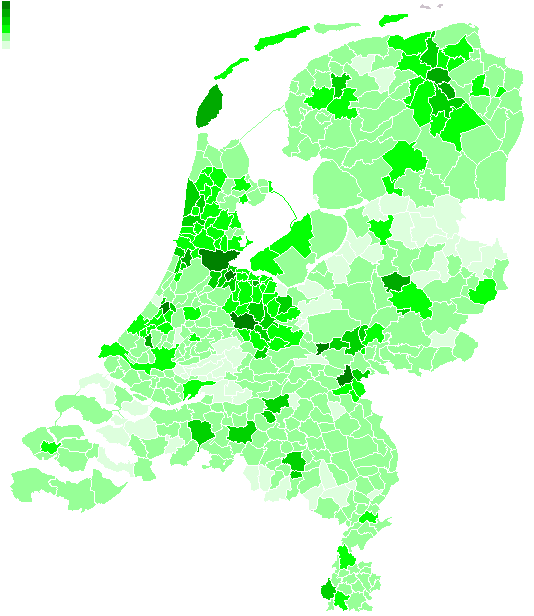
Відсоток голосів поданих за Зелених лівих по муніципалітетам на парламентських виборах

Участь у виборах до другої палати парламенту Нідерландів:
- 1989 рік: 4,1 % — 6 місць
- 1994 рік: 3,4 % — 5 місць
- 1998 рік: 7,3 % — 11 місць
- 2002 рік: 7,0 % — 10 місць
- 2003 рік: 5,1 % — 8 місць
- 2006 рік: 4,6 % — 7 місць
- 2010 рік: 6,7 % — 10 місць

## Електорат
Як видно на карті праворуч, Зелені ліві здобули значну підтримку на парламентських виборах 2006 року у великих містах, особливо в тих, в яких знаходяться великі університети, такі як Амстердам (де партія отримала 12,5 %), Утрехт (12,2 %) і Вагенінген (11,8 %), Неймеген (10,4 %) і Лейден (10,0 %).
Партія має популярність серед гомосексуальних виборців, а також серед виборців мігрантів з інших країн, особливо з Туреччини і Марокко.